# Chřipka drůbeže
Chřipka u drůbeže je způsobována  ptačími chřipkovými viry a zpravidla probíhá ve formě vysoce patogenní aviární influenzy.

## Dokumentované případy výskytu vysoce patogenní aviární influenzy u drůbeže
- A/chicken/Brescia/02/H7N1 – první chřipkový virus, izolovaný z hromadného onemocnění drůbeže v roce 1902. Z případu lidského onemocnění byl  chřipkový virus A izolován až v roce 1933

- A/tern/South Africa/61/H5N3 – explozivní nákaza u 1 300 rybáků (Sterna hirundo). Díky tahu ptáků byl virus rozšířen z jižní Afriky do Skotska, kde vyvolal onemocnění drůbeže.[1]

- A/turkey/England/63/H7N3 – postiženo 29 tis. chovných krůt.[2]

- A/turkey/Ontario/7732/66/H5N9 – těžké onemocnění 8týdenních krůt, mortalita 66 %. Celkem uhynulo nebo bylo utraceno 8,1 tis. chovných krůt.[3]

- A/chicken/Victoria/76/H7N7 – postiženo 25 tis. slepic, 17 tis. brojlerů a 16 tis. kachen.[4]

- A/chicken/Pennsylvania/1370/83/H5N2 – postiženo 17 mil. ks kura a krůt z 452 chovů v Pensylvánii, Virginii a New Jersey a také orebice čukar a perličky. První izolát z kuřat z dubna 1983 identifikován jako LPAI (akutní respirační onemocnění s 0-15% mortalitou), opakovaná identifikace v říjnu z chovů s mortalitou 50-89 %  již prokázala HPAI. Na rozšíření infekce se podílel trh živých ptáků nedaleko N.Y. Eradikace stála USA 60 mil. $, ztráty u chovatelů odhadnuty na 349 mil. $.[5]

- A/turkey /Ireland/1378/83/H5N8 – uhynulo 800 krocanů a 28 tis. kuřat a 270 tis. kachen bylo utraceno.[6]

- A/chicken/Victoria/5156/85/H7N7 – uhynulo nebo bylo utraceno  24 tis. ks z rozmnožovacího chovu kuřat masného typu, 27 tis. kuřic, 69 tis. brojlerů a 118,5 tis. dalších kuřat. Drůbež byla pravděpodobně infikována volně žijícími pěvci. Eradikace stála Austrálii přes 2 mil. $.[7]

- A/turkey/England/50-92/91/H5N1 – v Anglii bylo postiženo 8 tis. krůt.[8]

- A/chicken/Victoria/92/H7N3 – Austrálie, uhynulo nebo bylo utraceno 12,7 tis. ks z rozmnožovacího chovu kuřat masného typu a 5,7 tis. kachen.[9]

- A/chicken/Queensland/95/H7N3 – Austrálie, postiženo bylo 22 tis. kuřic.[10]

- A/chicken/Pakistan/447/95/H7N3 – postiženo 3,2 mil brojlerů a kuřat z rozmnožovacího chovu masného typu.[11]

- A/chicken/Hong Kong/220/97/H5N1 – v Hongkongu a okolí bylo postiženo bylo 1,4 mil. kuřat, domácí chovy drůbeže a kuřata prodávaná živá na trzích. Od května do konce roku 1997 onemocnělo postupně 19 osob těžkou chřipkou, z nichž 6 zemřelo. Bylo to poprvé, kdy byl prokázán přímý přenos infekce z ptáků na člověka. Depopulace drůbežích farem, trhů a dezinfekce eliminovaly virus.[12]

- A/chicken/New South Wales/1651/97/H7N4 – onemocnění bylo diagnostikováno na podzim roku 1997 v Tamworthu, Nový Jižní Wales, Austrálie na farmě rozmnožovacího chovu masného typu se 128 tis. kuřat (mortalita 30 %). Během jednoho měsíce byla infekce zaznamenána na dalších dvou farmách, vzdálených 3 km od prvního ohniska. První farma  chovala 261 kuřat emu a 33 tis. brojlerů, na druhé bylo 30 tis. kuřat z rozmnožovacího chovu masného typu. Všechny 3 farmy byly depopulovány a dezinfikovány.

- A/chicken/Italy/330/97/H5N2 – během podzimu roku 1997 bylo v sev. Itálii zjištěno 8 lokalizovaných výskytů HPAI v drobnochovech drůbeže a malých komerčních chovech kura. Celkem bylo postiženo 2 116 kuřat, 1 501 krůt, 731 perliček, 2 322 kachen, 204 křepelek, 45 holubů, 45 husí a 1 bažant. Mortalita byla variabilní, podle druhu – největší mezi kuřaty, střední u krůt a perliček. Příznaky ani  mortalita mortalita nebyly pozorovány u holubů, kachen, husí a křepelek. Příčina prvního výskytu nebyla zjištěn. Chovy byly likvidován.[13]

- A/turkey/Italy/99/H7N1 – na několika stech farmách v Itálii bylo celkem postiženo 5,8 mil. kuřic, 2,2 mil. rodičovských i výkrmových krůt, 1,6 mil. brojlerů a rodičovských kuřat, 156 tis. perliček, 168 tis, křepelek, 577 ks drůbeže z drobnochovů a 200 pštrosů. Ztráty byly odhadnuty na 600 mil. dolarů.

- A/chicken/Netherlands/2003/H7N7 – likvidováno 30 mil. drůbeže, ztráty odhadovány na 750 mil. €. Onemocněli zaměstnanci farmy a jejich rodiny (více než 80 případů). Zemřel veterinář, který navštívil postiženou farmu.

- Počátkem roku 2004 zjištěn výskyt A/H5N1 u drůbeže v Japonsku, Vietnamu, Thajsku, Kambodži, Laosu, Severní Koreji, Indonésii a Číně. Utraceno bylo asi 80 mil. drůbeže. Výskyt ptačích chřipkových virů u lidí, kteří byli v kontaktu se živou drůbeží.